# Scherma ai Giochi della III Olimpiade
La scherma alle Olimpiadi estive del 1904 fu rappresentata da cinque eventi.

## Eventi
| Arma                | Uomini      | Uomini    | Donne       | Donne     | Totale |
| Arma                | Individuale | A squadre | Individuale | A squadre | Totale |
| ------------------- | ----------- | --------- | ----------- | --------- | ------ |
| Spada               | ■           | N/D       | N/D         | N/D       | 1      |
| Fioretto            | ■           | ■         | N/D         | N/D       | 2      |
| Sciabola            | ■           | N/D       | N/D         | N/D       | 1      |
| Scherma col bastone | ■           | N/D       | N/D         | N/D       | 1      |
| Totale              | 4           | 1         | 0           | 0         | 5      |

## Podi

### Uomini
| Evento                          | Oro                                                                           | Argento                                                 | Bronzo                |
| Spada                           |                                                                               |                                                         |                       |
| Spada individuale (dettagli)    | Ramón Fonst                                                                   | Charles Tatham                                          | Albertson Van Zo Post |
| Fioretto                        |                                                                               |                                                         |                       |
| Fioretto individuale (dettagli) | Ramón Fonst                                                                   | Albertson Van Zo Post                                   | Charles Tatham        |
| Fioretto a squadre (dettagli)   | Squadra mista Ramón Fonst (CUB) Albertson Van Zo Post (USA) Manuel Díaz (CUB) | Stati Uniti Charles Tatham Fitzhugh Townsend Arthur Fox |                       |
| Sciabola                        |                                                                               |                                                         |                       |
| Sciabola individuale (dettagli) | Manuel Díaz                                                                   | William Grebe                                           | Albertson Van Zo Post |
| Scherma col bastone             |                                                                               |                                                         |                       |
| Scherma col bastone (dettagli)  | Albertson Van Zo Post                                                         | William O'Connor                                        | William Grebe         |

## Donne
Non disputate.

## Medagliere
| Posizione | Paese         |   |   |   | Totale |
| --------- | ------------- | - | - | - | ------ |
| 1         | Cuba          | 3 | 0 | 0 | 3      |
| 2         | Stati Uniti   | 1 | 5 | 4 | 10     |
| 3         | Squadra mista | 1 | 0 | 0 | 1      |
| Totale    | Totale        | 5 | 5 | 4 | 14     |